# Opius myakkensis
Opius myakkensis är en stekelart som beskrevs av Fischer 1964. Opius myakkensis ingår i släktet Opius och familjen bracksteklar. Inga underarter finns listade i Catalogue of Life.